# Drievuldigheidskerk (Düsseldorf)
De rooms-katholieke Kerk van de Heilige Drievuldigheid (Kirche Heilige Dreifaltigkeit) in Derendorf, een stadsdeel van Düsseldorf, is het godshuis van de oudste parochie buiten de voormalige stadsmuren van de stad.

## Geschiedenis
De parochie van de Heilige Drievuldigheid werd in 1691 door de kanunniken Bartholomäus von Weyer en de gebroeders Sommers opgericht. De van 1692 tot 1693 gebouwde kerk bezat twee westelijke torens en een vieringtoren en bevond zich aan het huidige Münsterplatz. Het betrof een drieschepig en zeer eenvoudig bouwwerk. Omdat deze kerk te klein werd voor het steeds groeiende aantal gelovigen in het destijds fors expanderende Düsseldorf, werd besloten tot nieuwbouw. De huidige kerk werd in de jaren 1892-1893 gebouwd naar een met de eerste prijs onderscheiden ontwerp van Caspar Clemens Pickel. Het godshuis werd in de buurt van de oude kerk gebouwd, die na de voltooiing van de nieuwbouw werd afgebroken.

## Architectuur
De nieuwe kerk werd in neogotische stijl als drieschepige hallenkerk gebouwd. Boven de viering verhief zich een dakruiter.  De oostelijke afsluiting van het kerkgebouw werd gevormd door drie koren, waarvan het middelste polygonaal en de beide andere rechthoekig waren afgesloten. Om het koor groepeerden zich lage sacristieën. Met de hoofdtoren vormden twee kapellen de westelijke afsluiting van het gebouw. De kapellen waren polygonaal afgesloten en stonden dwars op de lengte-as van het kerkschip. Na de verwoestingen in de Tweede Wereldoorlog werd de Drievuldigheidskerk eind jaren 1940 en begin jaren 1950 in gewijzigde vorm herbouwd. Het dak van het transept werd lager dan het kerkschip en ook de dakruiter keerde niet terug.

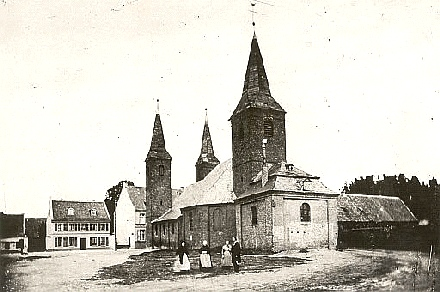
De kerk uit 1692 voor de afbraak
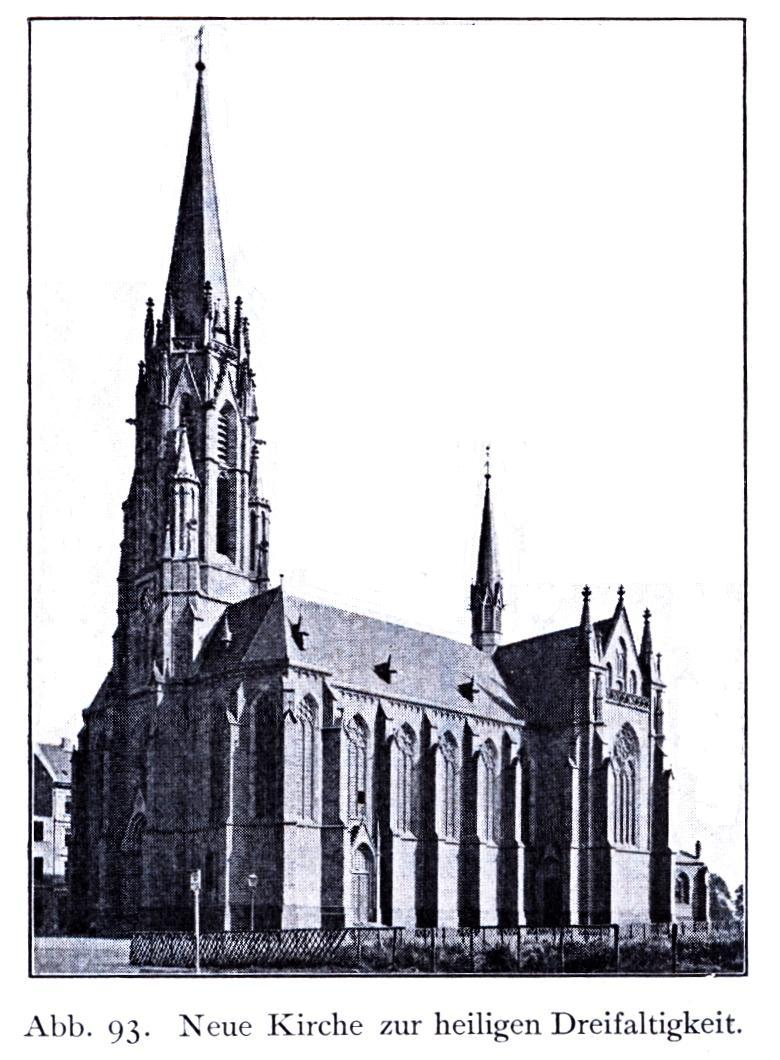
De neogotische kerk in de oorspronkelijke staat

### Toren
De oorspronkelijke torenspits werd na de oorlog niet herbouwd. In plaats daarvan kreeg toren een afsluiting alsof het een stenen kroon betreft. In de 50 meter hoge klokkentoren hangen zes klokken.

### Kapellen
Vanuit de kleine voorhal onder de toren kan men rechts de Mariakapel en links de doopkapel binnentreden. De vensters in de Mariakapel werden door Franz Pauli gemaakt. Op het altaar van de kapel bevindt zich een beeld van Maria met Kind, rechts geflankeerd door een beeld van de heilige Jozef. De beelden werden in 1995 door een kunstenaar uit Oberammergau vervaardigd. In de doopkapel bevindt zich het eenvoudige doopvont van marmer, in de vorm van een bron. Op het deksel staat een beeld van een engel. De vensters weergeven het leven van Christus. Het hek met een smeedijzeren voorstelling van de Allerheiligste Drie-eenheid werd na de renovatie van de kerk in 1964 naar de doopkapel gebracht. Oorspronkelijk scheidde het hek het hoofdschip van de koorkapel.  
De koorkapel is met meerdere kunstwerken ingericht. Op de rechterkant bevindt zich een tabernakel, met een voorstelling van de Opgestane Heer en de aanbiddende Thomas. Op de linker zijde staat een restant van het oude koorgestoelte met een klein Mariafiguur. Het meest bezienswaardig zijn echter de vensters van Franz Pauli uit 1964. Het thema is de Openbaring van Johannes. Het middelste venster toont de Pantocrator Christus omgeven met de symbolen van de evangelisten. Over Hem zweeft de duif van de Heilige Geest. Aan de voet van Christus ontspringen de stromen van het levende water, waaruit enkele schepselen drinken. Het linker venster toont een goudkleurige vinger Gods, die de tranen van een mens droogt.

### Inrichting
Het totale concept van de kerkvensters in de kerk moet in abstracte vormen de verheffing van de schepping vanuit de duisternis in het licht voorstellen. Uitzonderingen zijn het venster boven de sacristie met de heilige Sebastiaan en het venster boven de deur op de linker zijde met de heilige Barbara.
Het altaar van de kerk heeft een grote mensa. Al naargelang de kerkelijke kalender zijn op het altaarfront panelen aan te brengen, dus bijvoorbeeld afbeeldingen van de Drievuldigheid of die van voetwassing. De bijzonder eenvoudige ambo is versierd met een kruis van bergkristallen. Boven het altaar hangt een gotische crucifix. Op de achterzijde van het kruis is een klein medaillon aangebracht met het Lam Gods. De kruisweg werd gemaakt door Willi Dirx.
Een opmerkelijk reliëf is op de rechterzijde van de deur naar de sacristie aangebracht. Het betreft een reliëf ter nagedachtenis van de twee kanunniken, de gebroeders Sommers, de medestichters van de parochie. Links naast de deur van de sacristie hangt een reliëf ter nagedachtenis aan de in 1987 gestorven prelaat Thinel. Thinel was apostolisch protonotaris en werkte ter ondersteuning in de parochie.

## Orgel
Het orgel werd in 1959 door de orgelbouwer Romanus Seifert & Sohn uit Kevelaar gebouwd. Het kegelladen-instrument bezit 40 registers verdeeld over drie manualen en pedaal. De speel- en registertracturen zijn elektrisch.